# Leroy Vinnegar
Leroy Vinnegar (Indianápolis, Indiana, 13 de julio de 1928 - Portland, Oregón, 3 de agosto de 1999) fue un contrabajista y compositor estadounidense de jazz.

## Trayectoria
Trabajó, desde los veinte años, en la escena local, con músicos como Jim Coles, antes de trasladarse a Chicago, primero, y a California más tarde, ya en 1954. Allí tocará con Barney Kessel, Shelly Manne, Chico Hamilton, Teddy Edwards. Conte Candoli y Les McCann. En 1961 lo encontramos en París, aunque vuelve pronto a la escena del jazz de la costa oeste, incoprorándose a la big band de Gerald Wilson, a la vez que realiza numerosas grabaciones con músicos como Sonny Rollins, Phineas Newborn, The Crusaders, Stan Getz y otros.
A partir de la mitad de la década de 1960, se prodiga como acompañante, en giras por Europa y Japón (con McCann nuevamente) y en clubs de California. En 1986 se traslada a Oregón.

## Estilo
De formación autodidacta, su estilo se fundamentaba en un walking bass de precisión casi metronómica, casi siempre en el registro grave, con sonoridad amplia y potente. Consiguió una especial empatía con el baterista Shelly Manne, y fue uno de los contrabajistas más demandados para sesiones de grabación de la Costa Oeste.

## Discografía como líder
- Leroy Walks! (1957; Original Jazz Classics)
- Leroy Walks Again!! (1962; Fantasy Records)
- Jazz's Great "Walker" (1964; Vee Jay)
- Glass of Water (1973; Legend Records)
- The Kid  (1974; PBR International) (2005; Q-Tape Records, Francia)
- Walkin' the Basses  (1992; Contemporary Records)